# 194 Прокна
194 Прокна (194 Prokne) — астероїд головного поясу, відкритий 21 березня 1879 року.